# Rudolf Elsener
Pour les articles homonymes, voir Elsener.
Rudolf Elsener est un joueur de football suisse né le 18 février 1953.

## Biographie

### En sélection
48 sélections, 6 buts en équipe de Suisse